# خان السبل

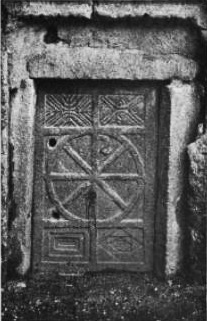
باب بازلتي لبناء قديم يعود لما قبل 1903 في خان السبل

خان السبل قرية سورية تتبع ناحية سراقب في منطقة مركز إدلب في محافظة إدلب. بلغ عدد سكانها 6,551 نسمة في عام 2004 حسب إحصاء المكتب المركزي للإحصاء.
يمر منها  الأوتستراد الدولي M5 حلب دمشق في منتصف المسافة تقريباً بين مدينتي سراقب ومعرة النعمان ويجاورها من الشمال قرية معردبسة وقرية تل مريخ (آثار إبلا)
تشتهر قرية خان السبل بطيب أهلها و وحسن ضيافتهم وكرمهم
يعمل أهلها في صناعة و تجارة مواد البناء مثل الحجر السوري الخام والمنحوت والرمل والبحص والموزاييك بكافة أنواعه حيث تتميز بوجود المقالع في منطقتها الصناعية التي تقع في الجهة الغربية ومكاسر ومناشر الحجر التي تنتشر بشكل واضح في القرية
كما أنهم يهتمون بالزراعة مثل زراعة المحاصيل الزراعية المختلفة والخضار الصيفية وأشجار الزيتون والتين
يتوسط القرية غرب الأوتستراد موقع الخان الأثري

المراجع 
1. ↑  web site/General_census/census_2004/NH/TAB07-4-2004.htm "نتائج تعداد السكان والمساكن لعام 2004 على مستوى المدينة / قرية". المكتب المركزي للإحصاء. مؤرشف من الأصل في 13 مارس 2013. اطلع عليه بتاريخ شباط 2013. {{استشهاد ويب}}: تحقق من التاريخ في: |تاريخ الوصول= (مساعدة) وتحقق من قيمة |مسار أرشيف= (مساعدة)
2. ↑  "نتائج التعداد العام للسكان والمنشآت 2004". المكتب المركزي للإحصاء. مؤرشف من الأصل في 2018-10-04. اطلع عليه بتاريخ 2015-11-21.